# Battenberg, Bad Dürkheim
Battenberg là một đô thị thuộc huyện Bad Dürkheim, trong bang Rheinland-Pfalz, phía tây nước Đức. Đô thị Battenberg, Bad Dürkheim có diện tích 5,45 km², dân số thời điểm ngày 31 tháng 12 năm 2006 là 396 người.